# 東海七福神 (田原市)
東海七福神（とうかいしちふくじん）は、愛知県田原市の寺院七ヶ所に祀られている七福神の巡礼札所。

## 概要
東海七福神は、豊橋鉄道の寄進によって1958年（昭和33年）に開創。市内の名刹七ヶ寺に七福神が祀られ、信仰と観光を兼ねて巡拝されている。2018年（平成30年）に開設60年記念の出開帳が豊川市の豊川稲荷瑞祥殿において、七体すべてが集められた特別祈祷が行われ、式典には1000人の来場があった。
東海七福神霊場会代表の潮音寺宮本住職は「七難即滅、七福招来を人々に与える七福神」と語っている。
春と秋には大祭が催され、年間では1200人ほどの人出がある。大祭は2019年では、春は3月11日、秋は11月10日に開催。

## 東海七福神の一覧
| 神       | 寺号   | 画像 | 地図 |
| -------- | ------ | ---- | ---- |
| 弁財天   | 城宝寺 |      |      |
| 恵比寿天 | 成道寺 |      |      |
| 大黒天   | 泉福寺 |      |      |
| 毘沙門天 | 潮音寺 |      |      |
| 布袋天   | 常光寺 |      |      |
| 寿老天   | 法林寺 |      |      |
| 福禄寿天 | 瑪瑙寺 |      |      |

## 城宝寺
- 名称：弁天山城宝寺
- 宗派：浄土宗
- 所在地：愛知県田原市田原町稗田50
- 対象の神様：弁財天
- アクセス：豊橋鉄道渥美線三河田原駅下車徒歩5分
- 概要：城宝寺の寺伝は、空海（弘法大師）によって弘仁2年（811年）に開創されたものとしている[5]。かつては高杉山幸徳寺と称していた[5]。応永2年（1395年）5月に讃誉空山上人が浄土宗へと改宗、幸徳法印によって、応永5年（1398年）に創立された[5]。永禄7年（1564年）8月家康当初の元城鎮護の寺として城宝と改称し、空山上人を開山とした[5]。渥美半島最大の古墳である城宝寺古墳が、山門の右手にあり、愛知県の史跡に指定されている[6]。渡辺崋山の墓所がある。

## 成道寺
- 名称：東鰲山成道寺
- 宗派：曹洞宗
- 所在地：愛知県田原市江比間町郷中10
- 対象の神様：恵比寿
- アクセス：
- 概要：1439年（永享11年）創建。山号寺名は本山第6世が中国の鰲山で悟りを開いた時の故事、「鰲山成道」に由来する[7]。本尊は阿弥陀如来像で平成16年に市の指定文化財に指定されている[8]。

## 泉福寺
- 名称：吉祥山泉福寺
- 宗派:天台宗
- 所在地：愛知県田原市山田町谷太郎69
- 対象の神様：大黒天
- アクセス：
- 概要：天平15年（743年）の創建。渥美重国の娘、観音比丘尼菊本の開山と伝承される。平安時代から室町時代にかけ、この地方で比叡山延暦寺直末寺として天台宗寺院の中核であった。

## 潮音寺
- 名称：隣江山潮音寺
- 宗派：曹洞宗
- 所在地：愛知県田原市福江町原ノ島37
- 対象の神様：毘沙門天
- アクセス：豊橋鉄道渥美線三河田原駅下車　豊鉄バス渥美ショップ前下車徒歩2分
- 概要：1387年（嘉慶元年）に月江正公和尚がこの地に庵をむすんだのがはじまりと言われている。1674年（延宝3年）常光寺の東石和尚によって、潮音寺と改称され今日に至る[9]。

## 常光寺
- 名称：霊松山常光寺渡辺崋山の「参海雑志」常光寺の頁
- 宗派：曹洞宗
- 所在地：愛知県田原市堀切町除地74
- 対象の神様：布袋
- アクセス：

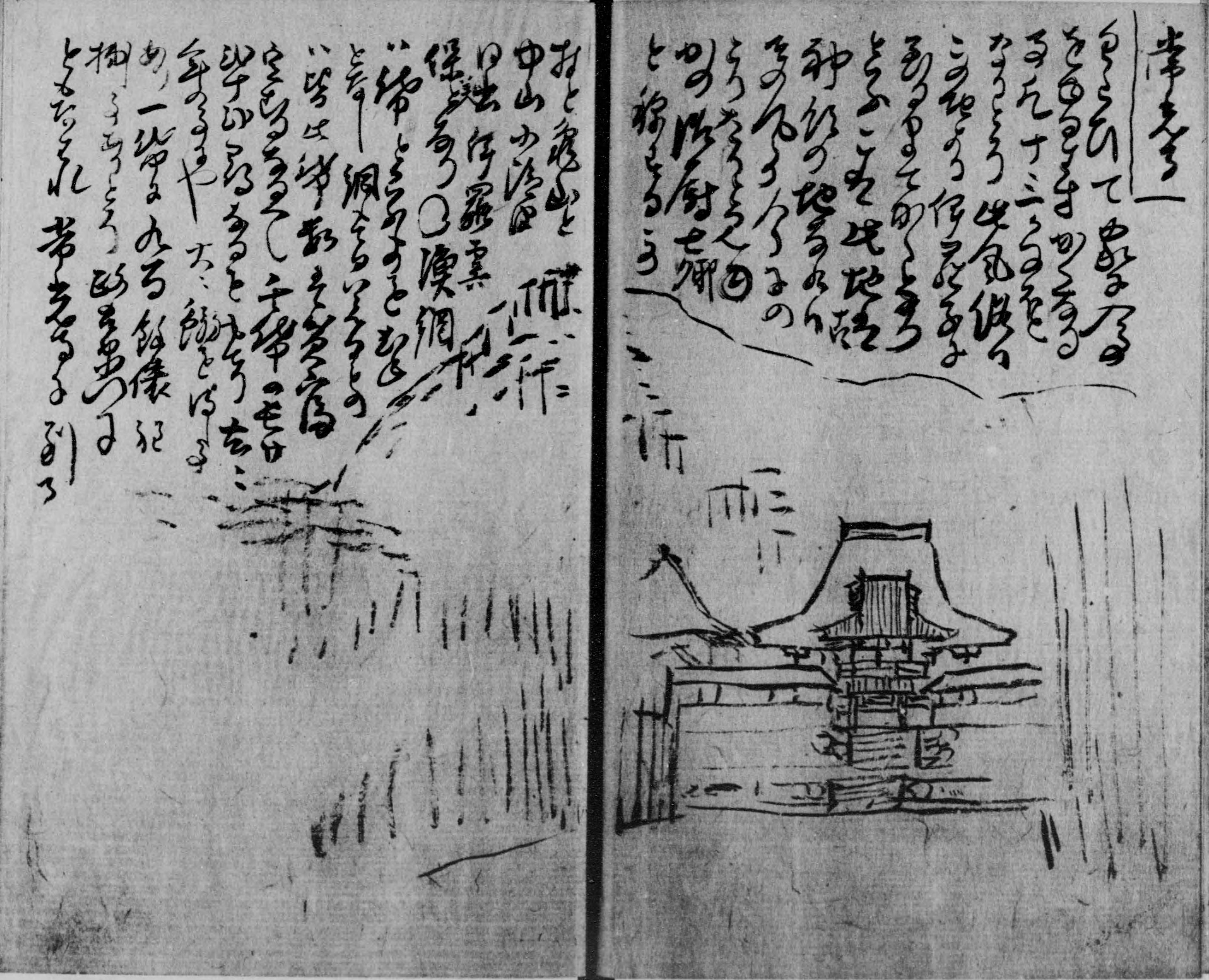
渡辺崋山の「参海雑志」常光寺の頁

- 概要：応仁の乱を避けて渥美に来ていた烏丸資任が、潔堂義俊のもとで剃髪し、応仁2年（1468年）に常光寺を建立した。本尊は十一面観世音菩薩坐像[10]。本尊は寛文12年（1672年）に建立されたものといわれ、当時は海辺近くにあったものを現在の場所に移転している[11]。渡辺崋山は「参海雑志」において常光寺を訪問した時のスケッチを描いている。

## 法林寺
- 名称：高嶽山法林寺
- 宗派：曹洞宗
- 所在地：愛知県田原市越戸町大山1024
- 対象の神様：寿老人
- アクセス：
- 概要：永禄5年創立。本尊は十一面観音菩薩像。慶安元年に再建された庚申堂や大正元年に柳原泰蔵によって創立された弘法大使堂がある[12]。

## 瑪瑙寺
- 名称：大悲山瑪瑙寺
- 宗派：曹洞宗
- 所在地：愛知県田原市高松町一色53
- 対象の神様：福禄寿
- 本尊：如意輪観世音菩薩
- アクセス：
- 概要：創立は不明。寺号の由来は、ご本尊の瑪瑙製観音像による。観音像の身の丈は6寸、翡翠の台座に安置される。ご本尊は、文治2年（1186年）8月朔日頃、西行が経巻とともに残したと伝えられる。[13]

## 関連事項
- 東海七福神 - 東京都品川区の同名称の七福神。1932年（昭和7年）創設。